# Мудар (имя)
Мудар (араб. مضر‎) — арабское имя. Прямого перевода нет, но по написанию совпадает с глаголом «м-д-р» - «скисать» (о молоке).
- Мудар ибн Низар — один из предков пророка Мухаммеда, прародитель племени мударитов.
- Бадран, Мудар — премьер-министр Иордании.
- Люга мудар — одно из названий классического арабского языка.
- Дияр мудар — историческая область расселения и кочёвки мударитов по реке Евфрат с центром в городе Ракка.